# O'Connor Airlines
Pour les articles homonymes, voir O'Connor.

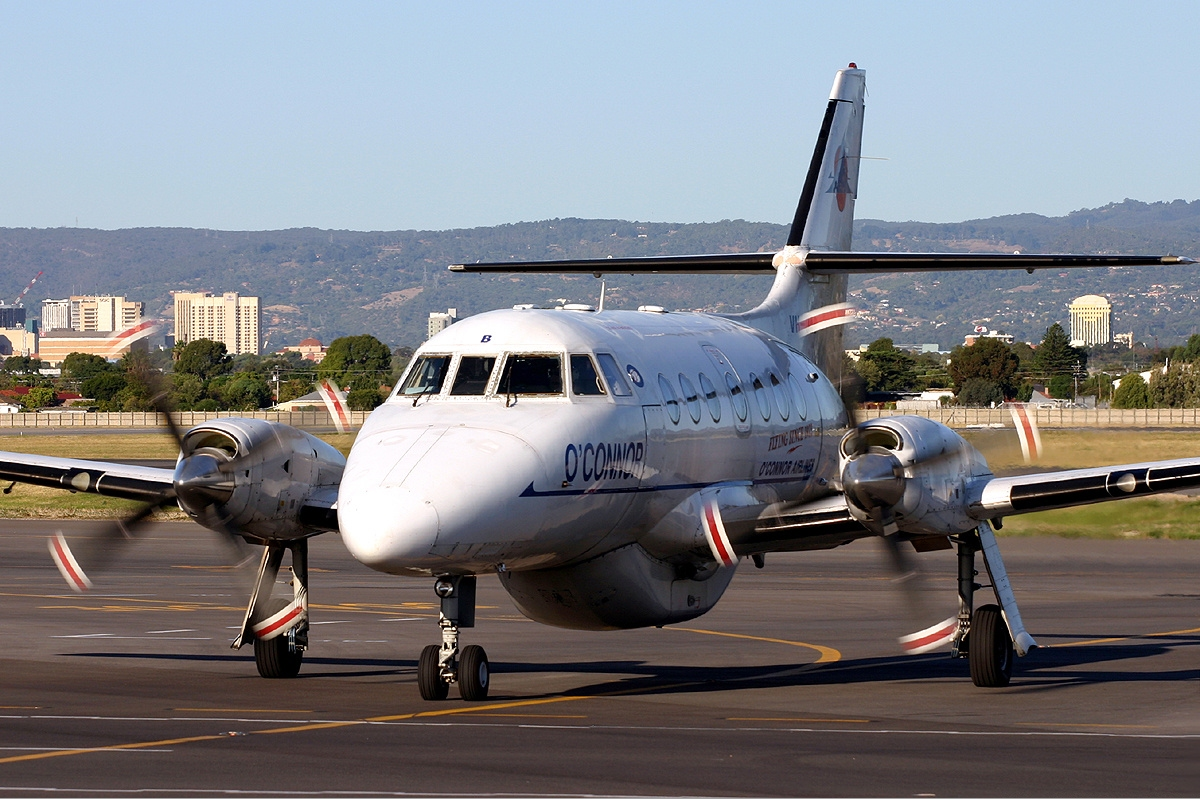
O'Connor Airlines J31 Jetstream à Adélaïde de l'aéroport international en 2006.

O'Connor Airlines est une compagnie aérienne régionale australienne.
Son code AITA est UQ, même si elle a utilisé le code OL jusqu'en 1990, et son code OACI est OCM.